# Falkušovce
Falkušovce (Hongaars: Falkus) is een Slowaakse gemeente in de regio Košice, en maakt deel uit van het district Michalovce.
Falkušovce telt 679 inwoners.